# 一人一票
一人一票（或者：one person, one vote)，是政治平等主义者所推崇的一种选举原则，历史上这种选举制度的实现形式包括普遍选举、比例代表制、多数制等，而与一人一票不相符的情况包括不公平分配、杰利蝾螈等。
英国工会成员乔治·豪厄尔在1880年的政治手册中最早提出“一人一票（one man, one vote）”的口号。20世纪去殖民化时期，一人一票的口号在各个寻求独立的发展中国家里被广泛传播、使用。其中，该口号被使用的最著名的例子就是1980年代南非的反种族隔离运动，这个运动以期终结少数白人对整个国家的管控。
在美国，一人一票原则在1960年代厄尔·沃伦（Earl Warren）执掌美国最高法院时被确立，沃伦法院通过一系列里程碑式判决逐渐确立了美国的一人一票民主选举制度。在1964年的“韦斯伯里诉桑德斯案”中，沃伦法院裁定美国国会中众议院的议席数量必须按照各选区人口比例来确定；同年，在“雷诺兹诉西姆斯案”中，依据美国宪法中的平等保护条款，以首席大法官厄尔·沃伦为首的最高法院多数意见（8-1）裁定，全美各州立法机构（州议会）必须按照州内各选区人口比例来划分议席数量，并应当按照最新人口普查数据定期进行调整。

## 英国
“一人一票”的表述最初是在英国选举制度改革的历史背景下出现。历史上，英国的选举所强调的重点在于投票必须能够代表不同的地区，比如各个郡、大学等等。而选举议会议员的投票资格也随着时间不停地演变，比如早期的投票人必须拥有一定的财产，或者拥有学徒身份，或者拥有大学的学位。但这个制度的问题在于，拥有投票资格的人往往可以在不同的选区都进行投票，而英国许多成年人却完全没有投票资格。
选举制度的改革者强调，英国议会议员以及其他官员的选举必须能平等代表公民的意愿，而且每一个投票者都应当能在选举中行使1次且仅有1次的投票权。1950年前，英国实行了选举制度的改革方案（Reform Acts），将选举权推广到了几乎所有成年公民（排除了罪犯、疯子以及英国上议院的议员）。1969年，英国通过了最新的改革法案（Representation of the People Act），使得一人一票制度的普及到了英国各地（除了伦敦市区和北爱尔兰地区）。

## 美国

### 历史背景

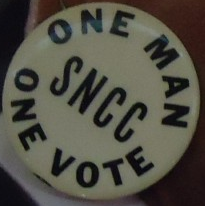
美国“一人一票（One Man, One Vote）”徽章

在1950年代-1960年代爆发的非裔美国人民权运动（Civil rights movement）中，行动主义人士的不断推动、抗争，以期让美国南部地区的非裔美国人重新获得投票权，而此举也唤醒了全美国各地民众对投票不公现象进行抗争。各地法院收到众多相关案件，其中包括了阿拉巴马州这种数十年没有公平分配选票的地方。
1964-1965年，美国国会获得通过《1964年民权法案》、《选举法案 (1965年)》，禁止以任何基于种族与肤色的标准或程序否认或剥夺投票权。

### 法院判决
- 1946年，在科尔格罗夫诉格林案（英语：Colegrove v. Green）中，美国最高法院以4-3裁决，认为美国宪法第一条第四款赋予了各州自主决定选举议员的时间、地点和方式的权力。
- 1962年，在“贝克诉卡尔案（英语：Baker v. Carr）”一案中，以第14任美国首席大法官厄尔·沃伦（Earl Warren）为首的美国最高法院推翻了1946年的最高法院判决，裁决各州的“不公平分配”违反了美国宪法第14修正案中的平等保护条款；同时认定重新划分选区属于司法问题，因此美国联邦法院有权审理重新划分选区的案件。[13][14][15]
- 1963-1964年，沃伦法院在随后的“格雷诉桑德斯案（英语：Gray v. Sanders）（1963年）”、“雷诺兹诉西姆斯案（英语：Reynolds v. Sims）（1964年）”、“韦斯伯里诉桑德斯案（英语：Wesberry v. Sanders）（1964年）”等案件中，进一步夯实了美国的一人一票民主普选制度，要求美国选举人团中各州的选举人数量必须按照各州人口比例划分。[15][16][17]
- 沃伦法院对于“一人一票”原则的各项裁决被继任者们所认可并推广，其中最主要的案件包括1989年的纽约市预算委员会诉莫里斯案（英语：Board of Estimate of City of New York v. Morris）以及2016年的艾文威尔诉艾伯特案（英语：Evenwel v. Abbott）。[17][18]

## 发展中国家

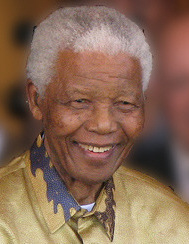
第一任南非总统纳尔逊·曼德拉（全民一人一票普选）

### 成功例子
“一人一票”选举体制在许多发展中国家已经成功实现，标志性的例子包括印度和南非。而这其中著名的领导人包括“印度国父”圣雄甘地以及“南非国父”纳尔逊·曼德拉。

### 改革受阻

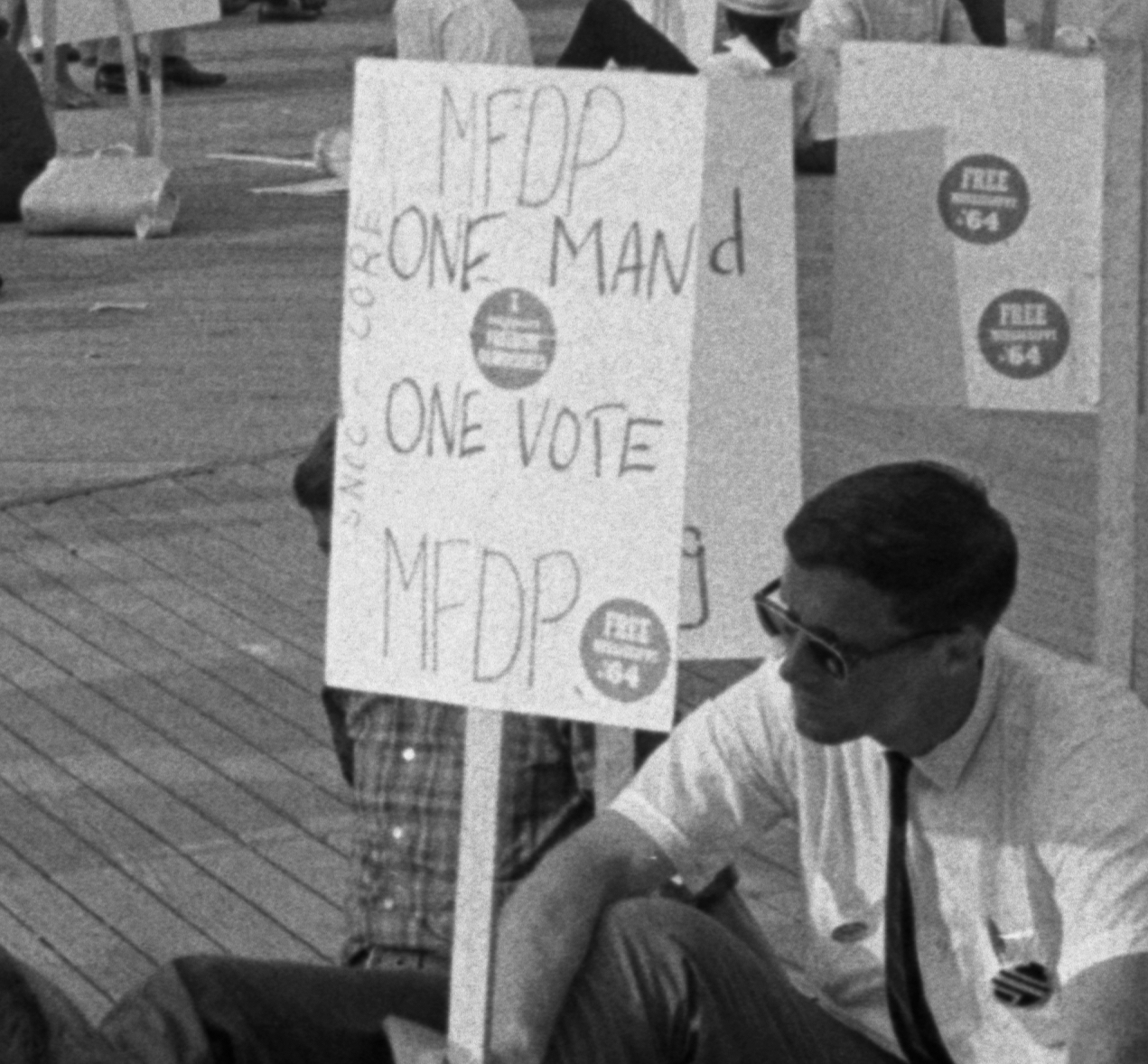
1964年美国新泽西州大西洋城争取“一人一票（One Man, One Vote）”运动

“一人一票一次（One man, one vote, one time）”的选举制度之前已经在罗得西亚（现津巴布韦）、赞比亚、安哥拉等地成功实行，这些地区的腐败和暴力现象都较为轻微，但是由于政治强人和独裁者的重新掌权，导致自由投票的权利被终结。